# Malesherbes
Pour les articles homonymes, voir Malesherbes (homonymie).
Malesherbes [malzɛʁb] est une ancienne commune française située dans le département du  Loiret en région Centre-Val de Loire, devenue le 1er janvier 2016 une commune déléguée au sein de la commune nouvelle du Malesherbois.

## Géographie

### Localisation

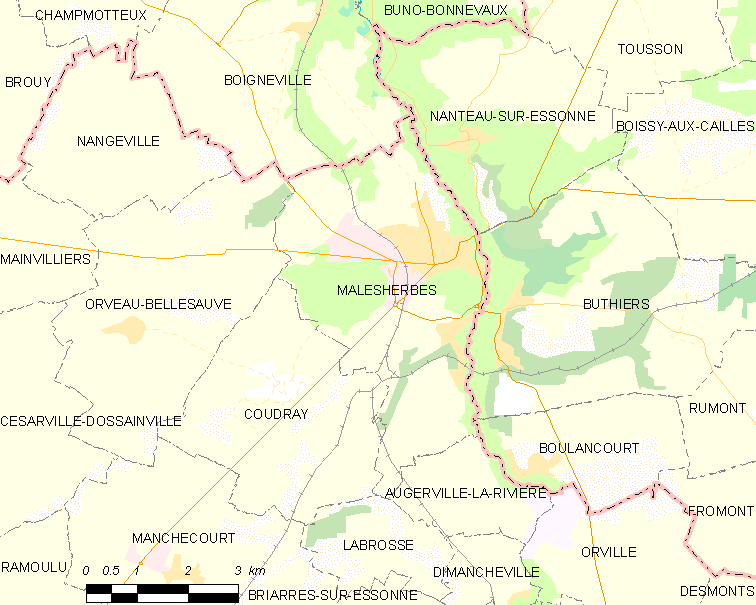
Carte de la commune de Malesherbes (Loiret) et des communes limitrophes.

Malesherbes se trouve dans le quadrant nord du département du Loiret, en limite du département de l'Essonne, dans la région agricole de la Beauce riche et l'aire urbaine de Paris.  À vol d'oiseau, elle se situe à 57,4 km  d'Orléans, préfecture du département et à 17,7 km de Pithiviers, sous-préfecture.
Limitrophe de la région Île-de-France, Malesherbes est également située à 25 km à l'ouest de Nemours, 28 km au sud-est d'Étampes et à 73 km au sud de Paris.
Les communes les plus proches sont : Buthiers (1,6 km, en Seine-et-Marne), Nanteau-sur-Essonne (2,3 km, en Seine-et-Marne), Coudray (4,2 km), Boulancourt (4,5 km, en Seine-et-Marne), Augerville-la-Rivière (5,1 km), Boigneville (5,4 km, dans l'Essonne), Labrosse (5,9 km), Orville (6,2 km), Orveau-Bellesauve (6,3 km) et Tousson (6,7 km).
|                   | Boigneville (Essonne) | Nanteau-sur-Essonne (Seine-et-Marne)                |
| Orveau-Bellesauve | Malesherbes (Loiret)  | Buthiers (Seine-et-Marne)                           |
| Coudray           | Labrosse              | Boulancourt (Seine-et-Marne), Augerville-la-Rivière |

### Lieux-dits et écarts
- Hameaux de Rouville (rattaché à Malesherbes en 1813), le Buisson, Pinçon et Trézan (rattaché à Malesherbes en 1813).
- Lieu-dit du bois de Châteaugay.

### Relief et paysages
La superficie de la commune est de 1 761 hectares ; son altitude varie entre 67 et 140 mètres.

### Hydrographie
Le réseau hydrographique communal, d'une longueur totale de 6,55 km est constitué de la rivière Essonne, qui marque la limite Est de la commune, et de plusieurs de ses bras. L'Essonne, d'une longueur totale de 97,1 km, prend sa source dans la commune de Chilleurs-aux-Bois et se jette  dans la Seine à Corbeil-Essonnes, après avoir traversé 44 communes. Sur le plan piscicole, l'Essonne est classé en deuxième catégorie piscicole. L'espèce biologique dominante est constituée essentiellement de poissons blancs (cyprinidés) et de carnassiers (brochet, sandre et perche).

### Voies de communication et transports

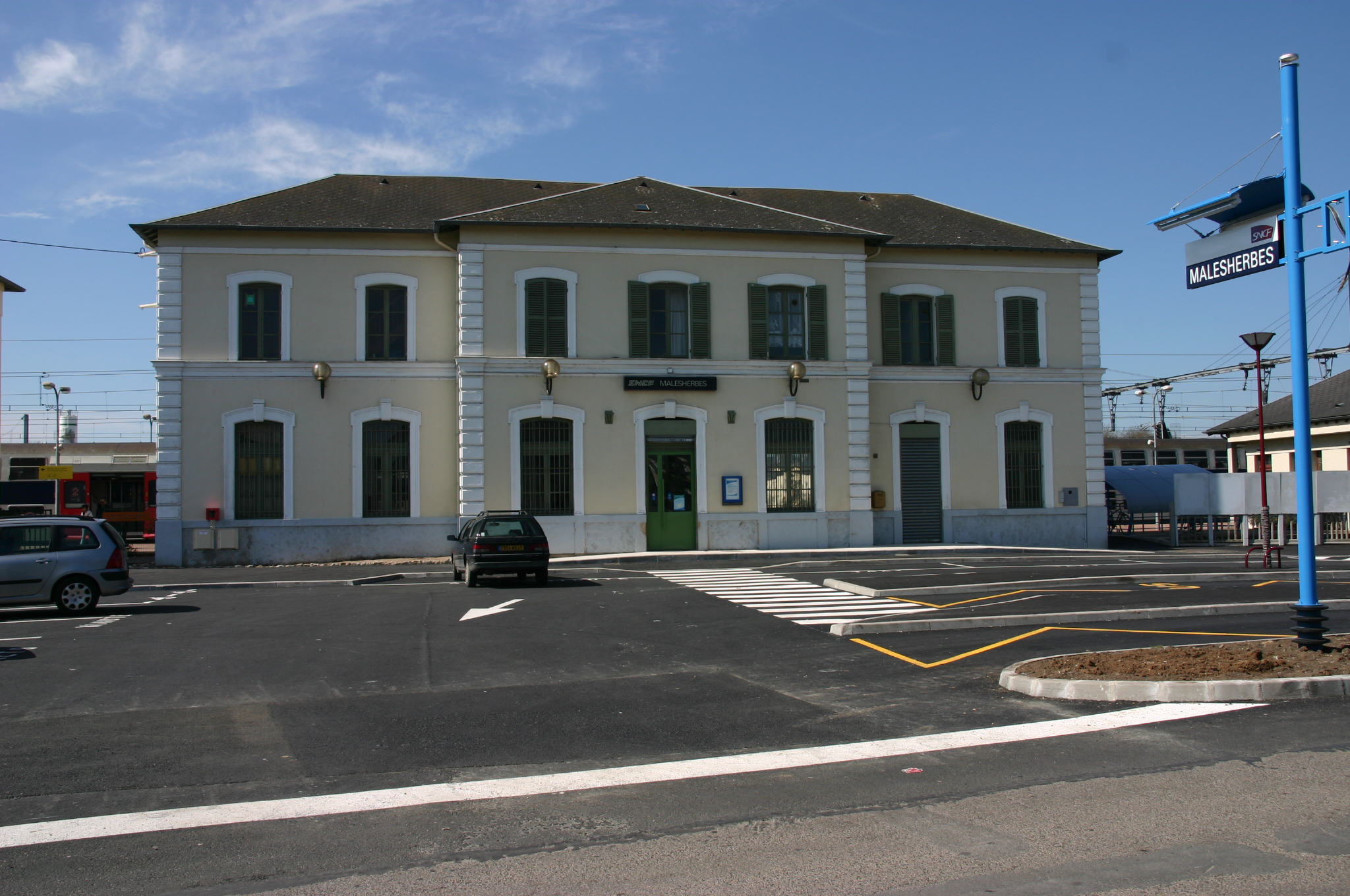
La gare de Malesherbes.

#### Voies de communication
La commune est traversée par la route D 2152 qui assure un accès à l'échangeur no 14 de l'A6 à 15 km au nord-est.
Le sentier de grande randonnée GR 1 passe sur le territoire de la commune, venant de Nanteau-sur-Essonne et remontant vers le nord jusqu'à Boigneville.

#### Transport en commun
Le territoire de la commune est traversé du nord au sud par la ligne de Villeneuve-Saint-Georges à Montargis, principalement empruntée par la ligne D du RER et sur laquelle est implantée la gare de Malesherbes qui est le terminus de la branche D4 du RER D. Avec un cadencement de 15 min aux heures de pointe et de 30 min le reste de la journée, les trains de la ligne D permettent, au départ de Malesherbes, de relier les gares de Corbeil-Essonnes et Paris en 40 min et 90 min respectivement.
Deux lignes d’autobus du réseau Ulys desservent la commune :
- la ligne 22 : Pithiviers  ↔  Malesherbes ;
- la ligne 14 : Montargis  ↔  Malesherbes.

### Milieux naturels et biodiversité

#### Zones nationales d'intérêt écologique, faunistique et floristique

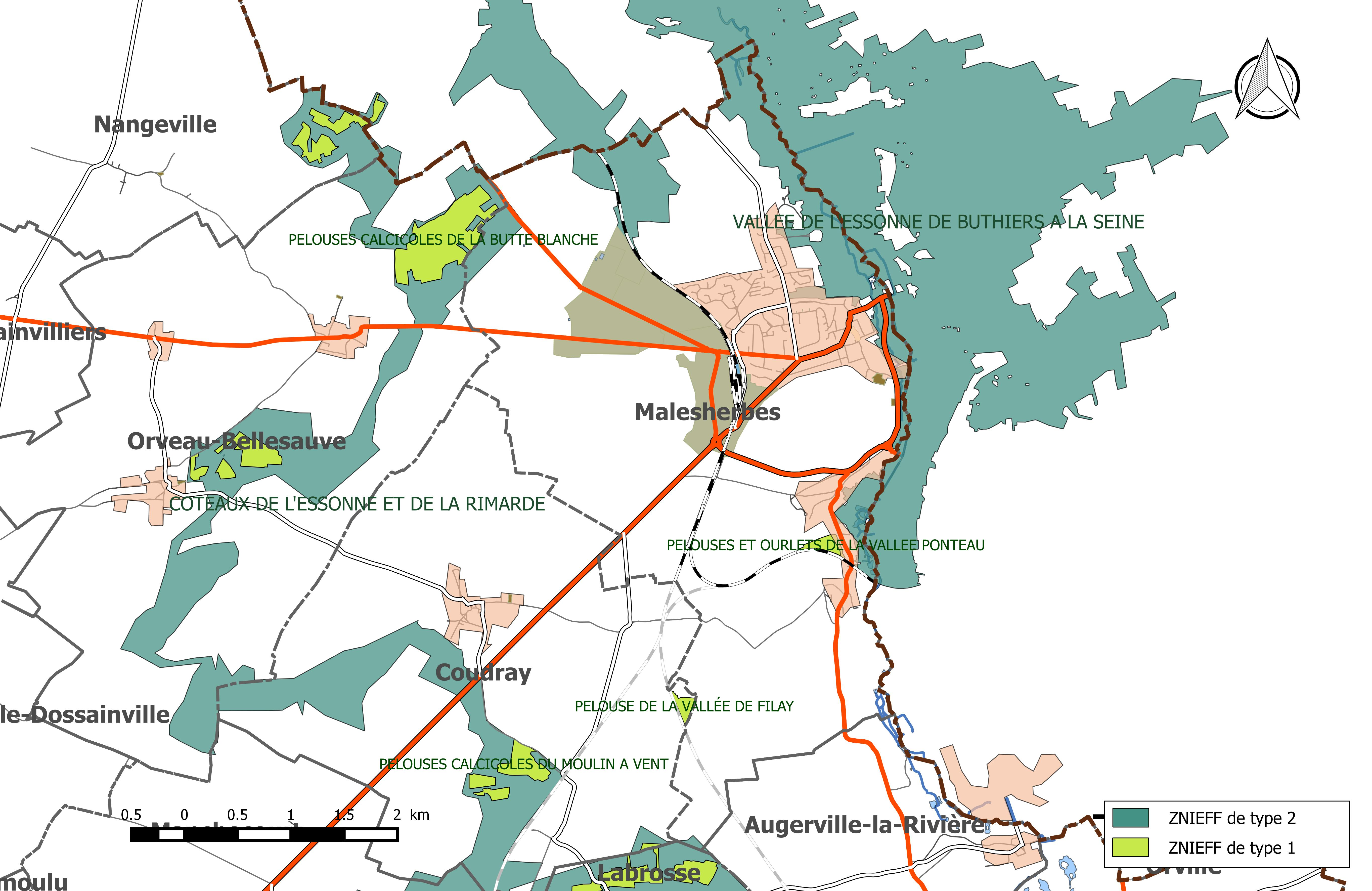
Carte des ZNIEFF de la commune et de ses abords.

L’inventaire des zones naturelles d'intérêt écologique, faunistique et floristique (ZNIEFF) a pour objectif de réaliser une couverture des zones les plus intéressantes sur le plan écologique, essentiellement dans la perspective d’améliorer la connaissance du patrimoine naturel national et de fournir aux différents décideurs un outil d’aide à la prise en compte de l’environnement dans l’aménagement du territoire. Le territoire communal de Malesherbes comprend quatre ZNIEFF.
La ZNIEFF, de deuxième génération et de type 2, dénommée « Coteaux de l'Essonne et de la Rimarde », d'une superficie de 1 812 hectares, 
s'étend sur 17 communes, dont Malesherbes est située sur la frange nord-ouest de la ZNIEFF correspondant à la partie est de la commune. Son altitude varie entre 90 et 140 m.  Les coteaux de l'Essonne et de la Rimarde sont un des espaces les plus intéressants du Loiret sur le plan biologique et écologique et géologique, tant pour les habitats naturels et les espèces d'intérêt patrimonial qu'ils abritent que pour le rôle fonctionnel qu'ils jouent. Les éléments singuliers et typiques de la flore sont notamment l'aster amelle (station très localisée), le carex de Haller, le lin de Léon, la violette des rochers ou encore le petit pigamon.

Sélection de représentants de la flore de la ZNIEFF « Coteaux de l'Essonne et de la Rimarde ».
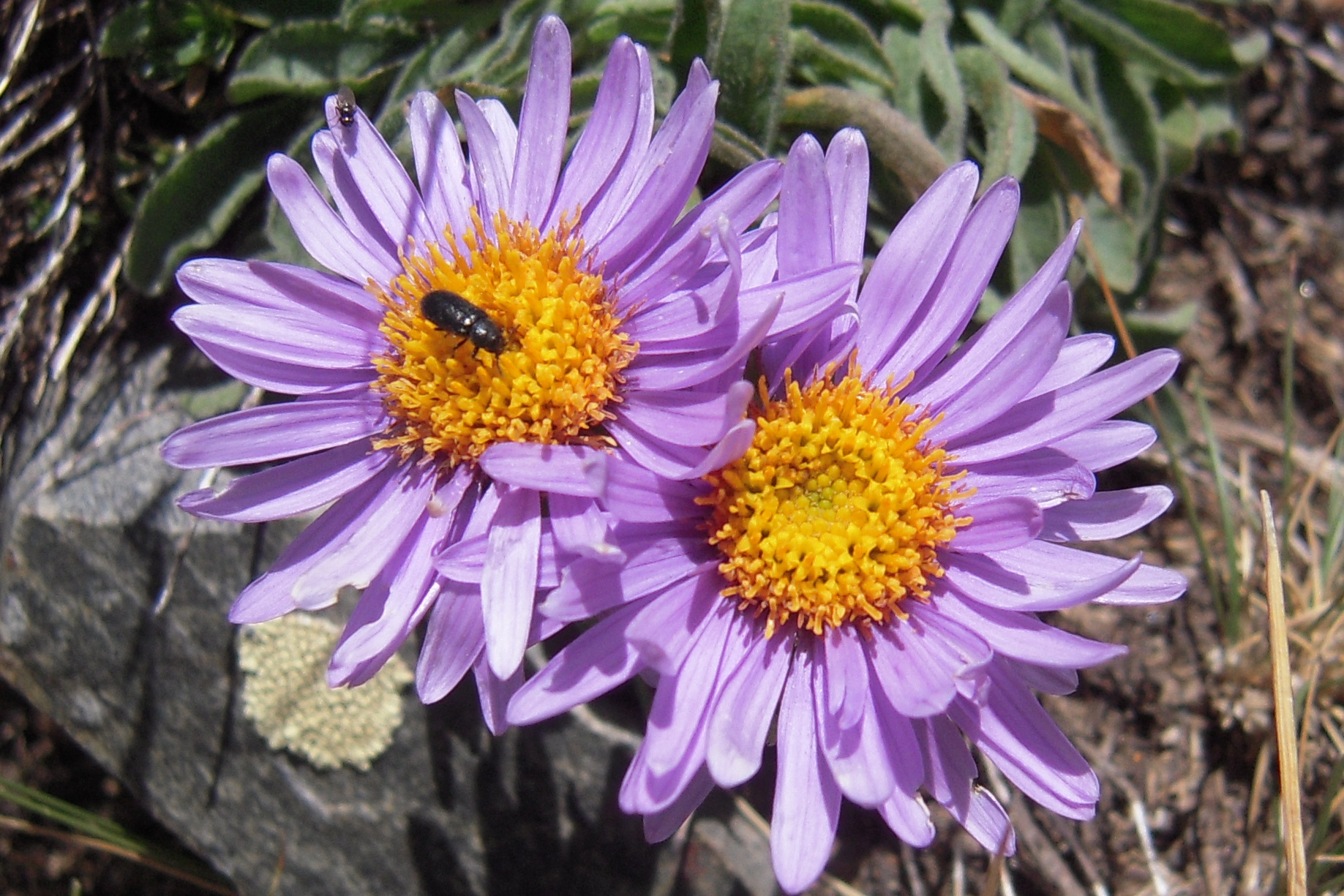
Aster amelle
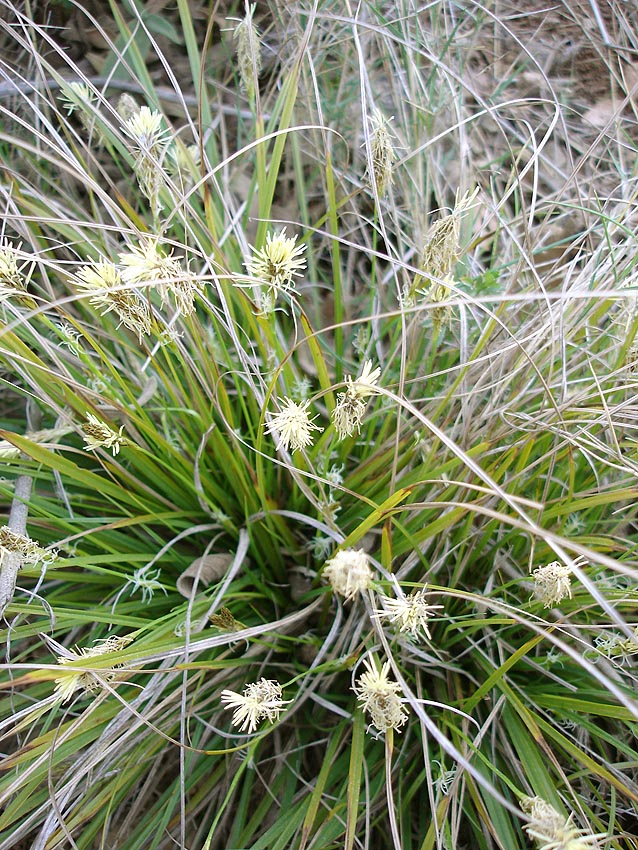
carex de Haller
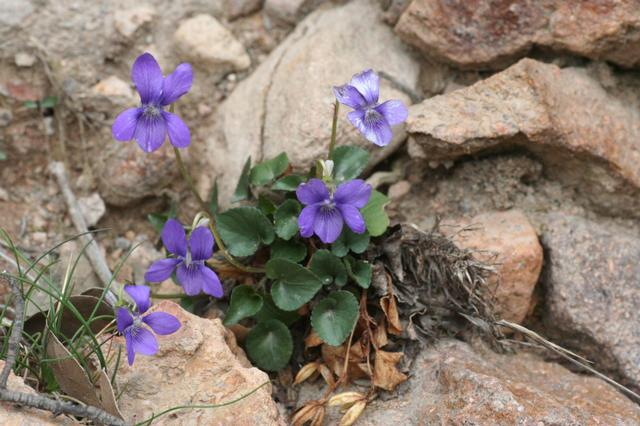
Violette des rochers
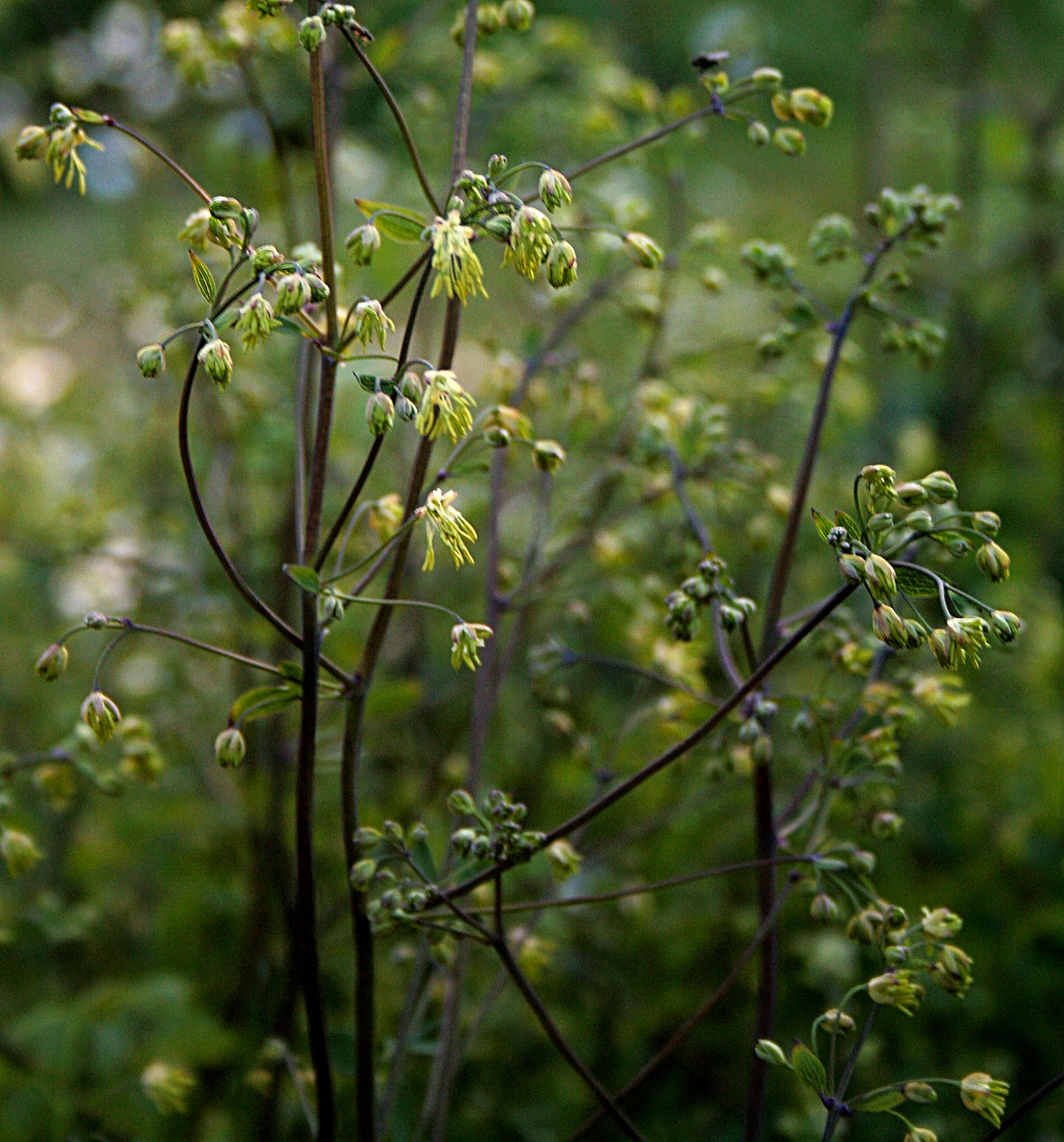
Petit pigamon

La ZNIEFF, de deuxième génération et de type 1, dénommée « Pelouse de la vallée de Filay », d'une superficie de 2 hectares, concerne les communes de Coudray et de Malesherbes. Son altitude varie entre 108 et 111 m. Il s'agit d'une pelouse méso-xérophile de belle étendue développée sur un plateau de calcaire du Gâtinais. Les milieux sont en bon état de conservation, le degré de fermeture étant modéré. On totalise 11 espèces floristiques déterminantes de ZNIEFF dont trois protégées au niveau régional (Epipactis rouge sombre (Epipactis atrorubens), Cardoncelle molle (Carduncellus mitissimus) et Orchis homme-pendu (Orchis anthropophora)) et 6 espèces d'insectes déterminants ZNIEFF. Cette pelouse présente une belle population d'Epipactis atrorubens et elle abrite notamment une population remarquable de
Zygaena fausta.
La ZNIEFF, de deuxième génération et de type 1, dénommée « Pelouses calcicoles de la butte blanche », d'une superficie de 41 hectares, correspond à une butte calcaire formant un éperon entre deux amples vallées sèches. Elle se situe au nord-ouest du hameau de Gollainville et à trois kilomètres environ au Nord-Ouest du bourg d'Orveau-Bellesauve. Son altitude varie entre 120 et 130 m. Cette zone se caractérise par sa richesse floristique (une centaine d'espèces) et le nombre d'espèces déterminantes qu'elle abrite. À signaler la présence du cornouiller mâle (Cornus mas), arbuste très disséminé dans le Gâtinais, et de l'orchis moucheron (Gymnadenia conopsea), orchidée peu commune.
La ZNIEFF, de deuxième génération et de type 1, dénommée « Pelouses et ourlets de la vallée Ponteau », d'une superficie de 4,18 hectares, est centrée sur un éperon d'orientation nord-est, à la jonction entre l'Essonne et un vallon en rive gauche de celle-ci. Son altitude varie entre 80 et 108 m. Une vingtaine d'espèces déterminantes de ZNIEFF ont été recensées dont trois sont protégées au niveau régional. Il est ainsi possible d'observer l'épipactis rouge-sombre (Epipactis atrorubens), la violette des rochers (Viola rupestris) ou encore l'armoise champêtre (Artemisia campestris). Les ourlets et les fourrés, bien qu'à termes menaçant une partie de la flore, présentent un intérêt certain avec la présence du Rosier à petites fleurs (Rosa micrantha), du rosier à odeur de pomme (Rosa rubiginosa) ou de l'épine-vinette (Berberis vulgaris).

#### Zone Natura 2000
La commune de Malesherbes est intégrée depuis 2004 au réseau Natura 2000. Le site « Vallée de l'Essonne et vallons voisins », qui concerne 19 communes du Loiret, est en effet déclaré site d'importance communautaire (SIC) au titre de la directive directive habitats (92/43/CEE) le 7 décembre 2004 puis zone spéciale de conservation (ZSC) le 29 novembre 2011,.
Le site, très éclaté, se compose d’une multitude d’îlots plus ou moins isolés, qui se répartissent sur une  surface de plus de 60 000 hectares, entre la vallée de la Juine à l’ouest et la vallée de l’Essonne à  l’est, dans la petite région naturelle du Pithiverais. Le site lui-même ne couvre qu’une surface de 969 hectares. Il s’agit d’un ensemble formé par les coteaux et les vallées qui constituent l’entité la plus étendue et la plus remarquable du Loiret au titre de la flore calcicole. On recense plusieurs espèces végétales en limite de leur aire de répartition (cardoncelle douce, baguenaudier). Les fonds de vallée de la ZSC renferment plusieurs vastes mégaphorbiaies et stations marécageuses. Outre les espèces thermophiles des pelouses, sont intégrées au site des espèces est-européennes également en limite d’aire de répartition comme l’inule hérissée et les pétasites. De manière complémentaire dans l’intérêt floristique, un très important cortège mycologiques, lichenique et entomologique a été identifié.
Selon le FSD (Formulaire Standard des Données), le site Natura 2000 est occupé par une diversité d’habitats inscrits a l’annexe 1, dont on retiendra tout particulièrement les pelouses sèches seminaturelles  et faciès d’embroussaillement sur calcaire. La présence de populations d'espèces d'insectes inscrites à l’annexe II de la directive 92/43/CEE comme le lucane cerf-volant (Lucanus cervus) ou l'écaille chinée (Euplagia quadripunctaria) et de poissons comme le chabot commun (Cottus gobio), la bouvière (Rhodeus amarus ) ou la lamproie de Planer (Lampetra planeri) caractérisent le site.
Le secteur de Malesherbes comprend plusieurs noyaux du site Natura 2000 situés dans la vallée de l'Essonne où sont présents des éléments de forêt à aulne glutineux et frêne,.

Sélection de représentants de la faune de la zone Natura 2000 « Vallée de l'Essonne et vallons voisins ».
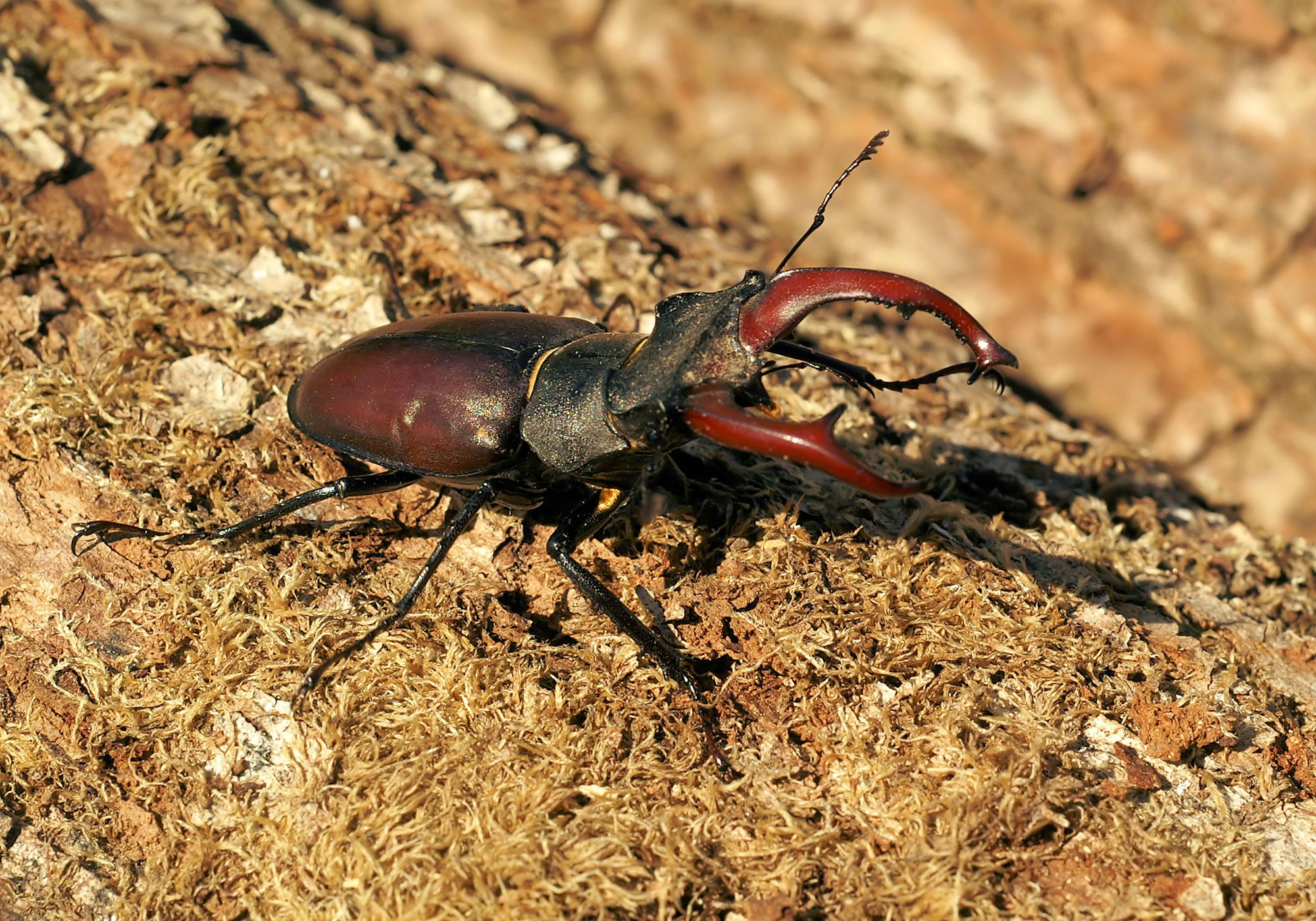
Lucane cerf-volant
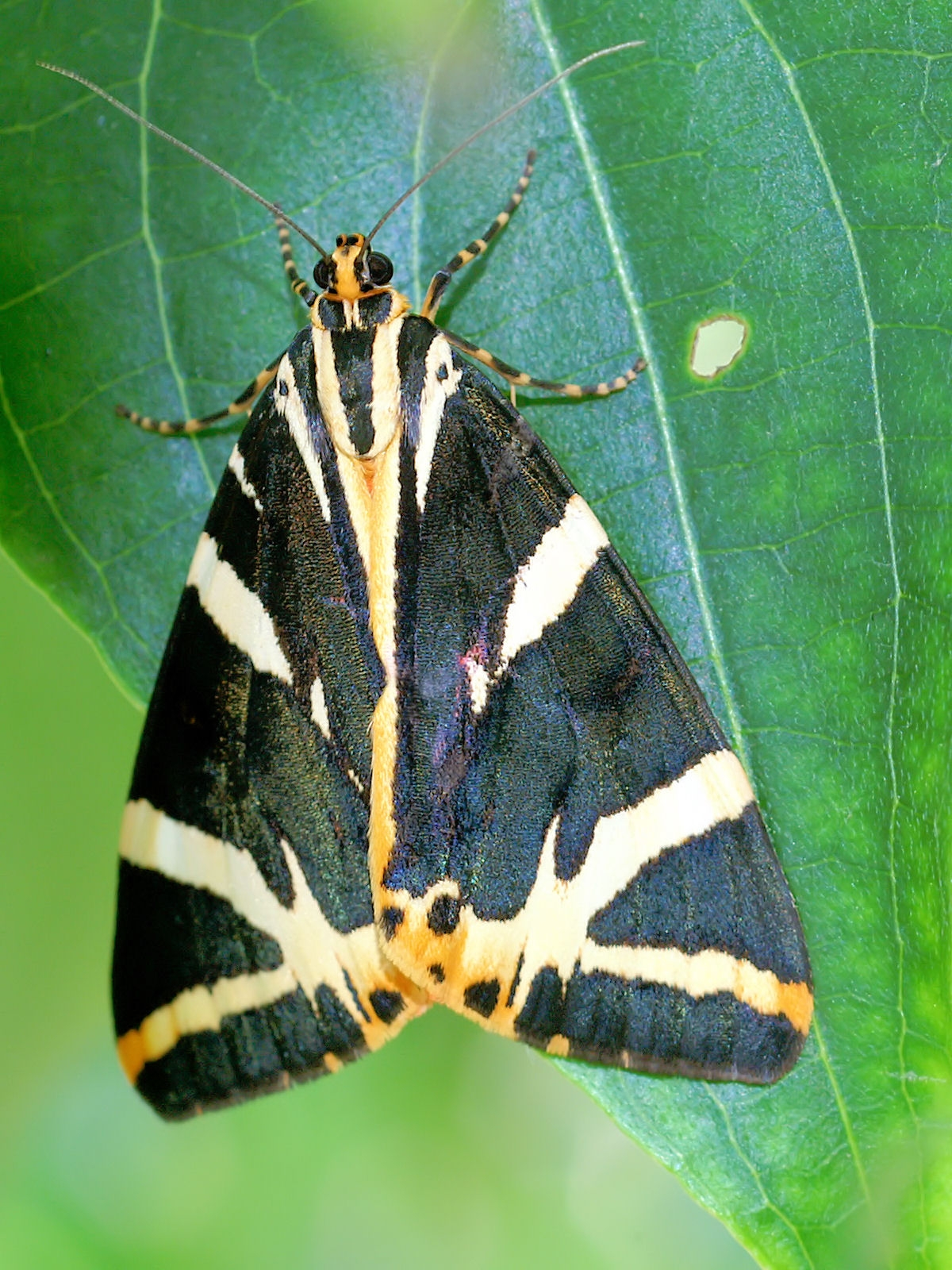
Écaille chinée
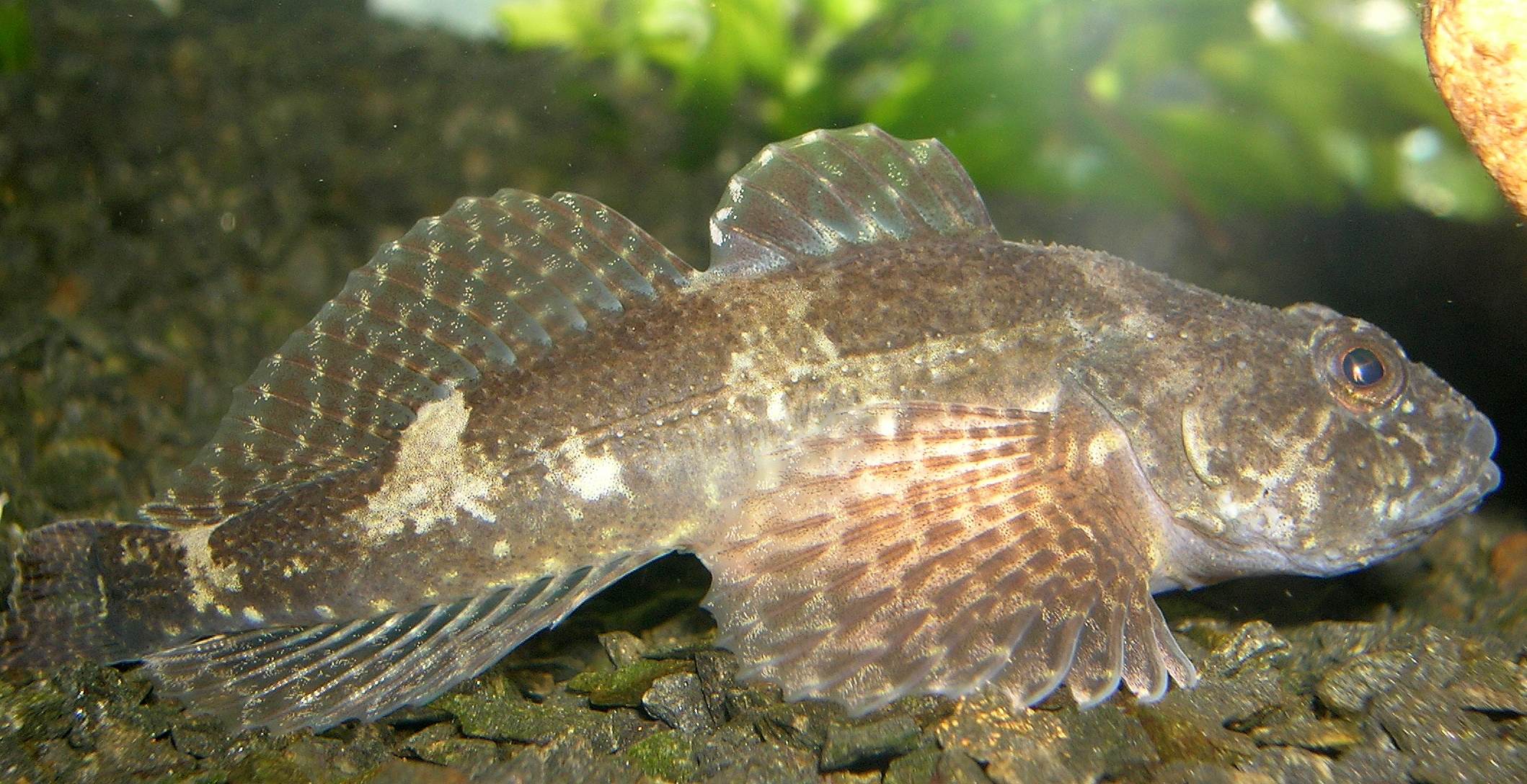
Chabot commun
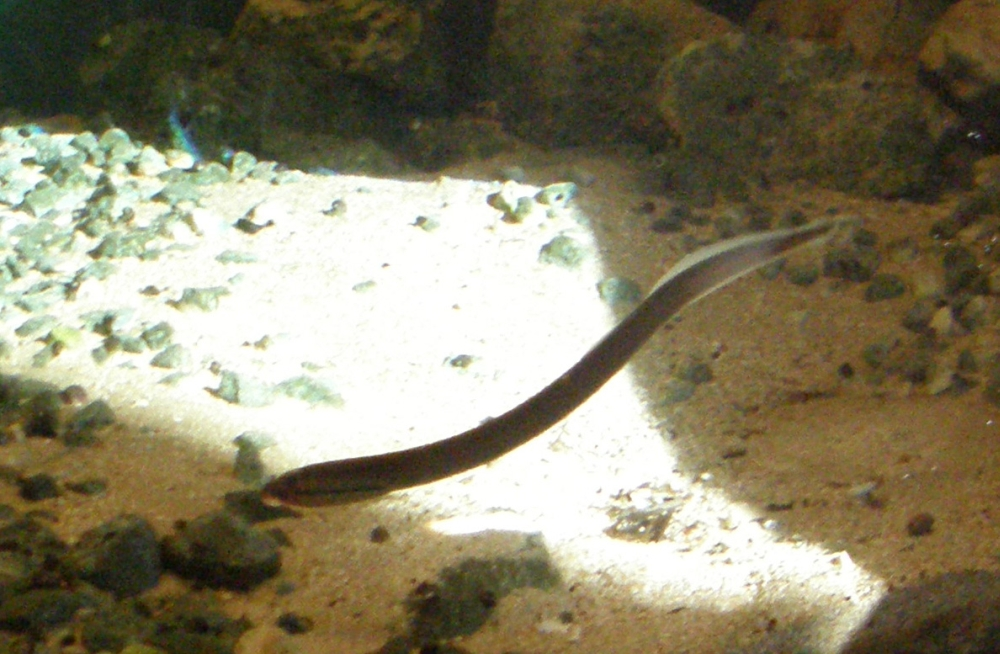
Lamproie de Planer

#### Autres
La commune est récompensée par deux fleurs au palmarès 2013 du concours des villes et villages fleuris.

## Urbanisme

### Logement
En 2009, le nombre total de logements dans la commune était de 2 824, alors qu'il était de 2 802 en 1999.
Parmi ces logements, 90,2 % étaient des résidences principales, 3,3 % des résidences secondaires et 6,5 % des logements vacants. Ces logements étaient pour 61,5 % d'entre eux des maisons individuelles et pour 37,9 % des appartements.
La proportion des résidences principales, propriétés de leurs occupants était de 58,3 %, en hausse sensible par rapport à 1999 (54,4 %). La part de logements HLM loués vides était de 19,3 % contre 22,2 %, leur nombre étant constant 492 contre 510.

## Toponymie

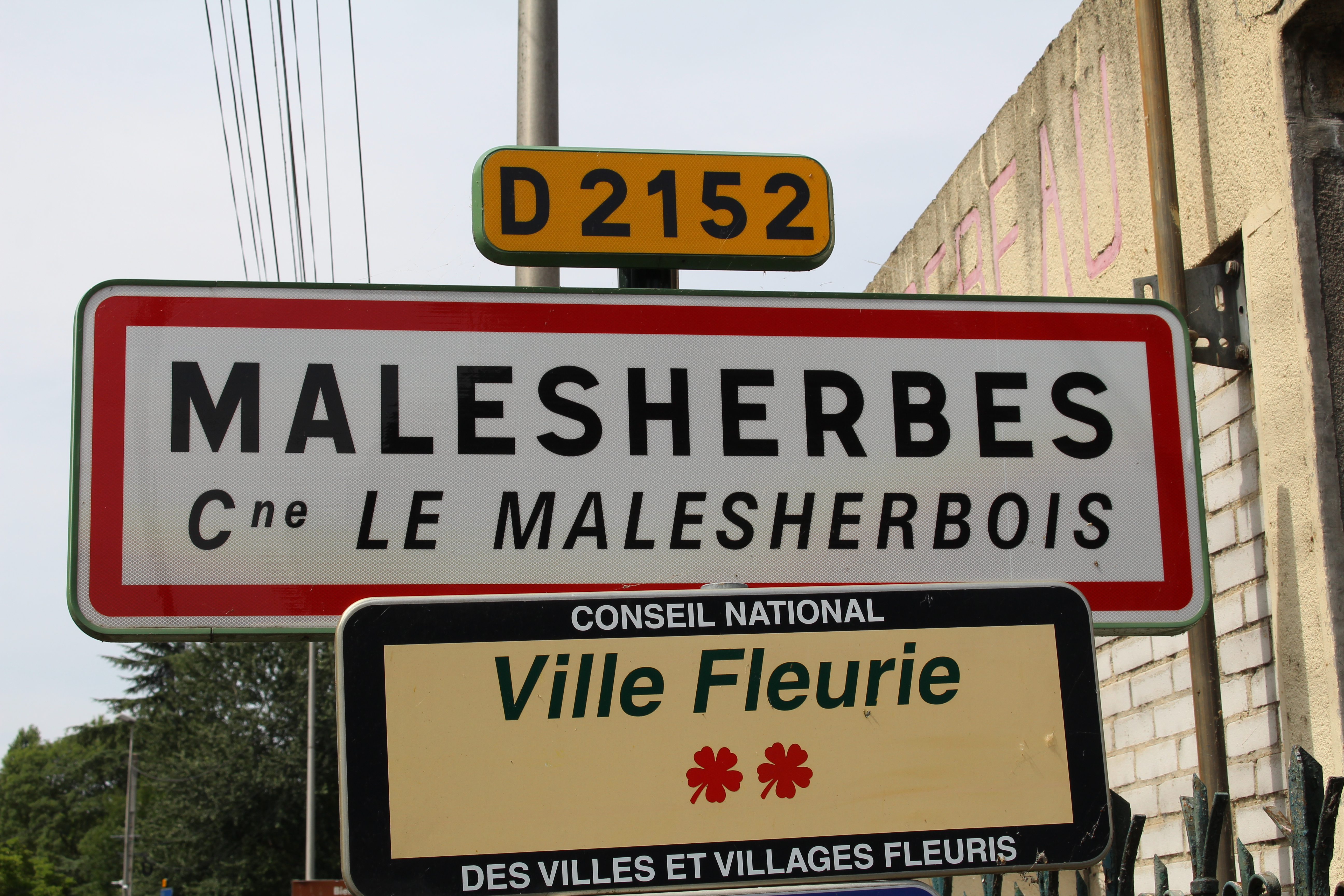
Panneau d'entrée dans la ville.

Ses habitants sont appelés les Malesherbois(es).

## Histoire
L'ancien nom du lieu était Soisy (en 1120, le seigneur était Rodulfe de Soisy, puis en 1140 Ponce de Soisy). Ce fut Guillaume de Soisy vers 1680 qui porta le titre de Seigneur de Bois-Maleherbes. La commune s'appela Soisy-Le Bois Malesherbes, jusqu'à la Révolution.

## Politique et administration

### Découpage territorial

#### Bloc communal: Commune et intercommunalités
La paroisse de Malesherbes acquiert le statut de municipalité avec le  décret du 12 novembre 1789 de l'Assemblée Nationale puis celui de « commune », au sens de l'administration territoriale actuelle, par le décret de la Convention nationale du 10 brumaire an II (31 octobre 1793). Il faut toutefois attendre la loi du 5 avril 1884 sur l'organisation municipale pour qu'un régime juridique uniforme soit défini pour toutes les communes de France, point de départ de l’affirmation progressive des communes face au pouvoir central.
La commune est membre de la communauté de communes du Malesherbois depuis sa création le 23 septembre 2003 jusqu'à sa disparition le 31 décembre 2015, un établissement public de coopération intercommunale issu de la transformation en communauté de communes du S.I.Vo.M de la Région de Malesherbes, créé en novembre 1972.

#### Circonscriptions de rattachement
Sous l'Ancien Régime, à la veille des États généraux de 1789, la paroisse de Malesherbes était rattachée sur le plan ecclésiastique à l'ancien diocèse d'Orléans, sur le plan judiciaire au bailliage d'Orléans , sur le plan militaire au gouvernement d'Orléans et sur le plan administratif à la généralité d'Orléans, élection de Pithiviers.
La loi du 22 décembre 1789 divise le pays en 83 départements découpés chacun en six à neuf districts eux-mêmes découpés en cantons regroupant des communes. Les districts, tout comme les départements, sont le siège d’une administration d’État et constituent à ce titre des circonscriptions administratives. La commune de Malesherbes est alors incluse dans le canton de Malesherbes, le district de Pithiviers et le département du Loiret.
La recherche d’un équilibre entre la volonté d’organiser une administration dont les cadres permettent l’exécution et le contrôle des lois d’une part, et la volonté d’accorder une certaine autonomie aux collectivités de base (paroisses, bourgs, villes) d’autre part, s’étale de 1789 à 1838. Les découpages territoriaux évoluent ensuite au gré des réformes visant à décentraliser ou recentraliser l'action de l'État. La régionalisation fonctionnelle des services de l'État (1945-1971) aboutit à la création de régions. L'acte I de la décentralisation de 1982-1983 constitue une étape importante en donnant l'autonomie aux collectivités territoriales, régions, départements et communes. L'acte II intervient en 2003-2006, puis l'acte III en 2012-2015.
Le tableau suivant présente les rattachements, au niveau infra-départemental, de la commune de Malesherbes aux différentes circonscriptions administratives et électorales ainsi que l'historique de l'évolution de leurs territoires.
| Circonscription             | Nom                | Période   | Type                         | Évolution du découpage territorial |
| --------------------------- | ------------------ | --------- | ---------------------------- | --- |
| District                    | Pithiviers         | 1790-1795 | Administrative               | La commune est rattachée au district de Pithiviers de 1790 à 1795,. La Constitution du 5 fructidor an III, appliquée à partir de vendémiaire an IV (1795) supprime les districts, rouages administratifs liés à la Terreur, mais maintient les cantons qui acquièrent dès lors plus d'importance. |
| Canton                      | Malesherbes        | 1790-1801 | Administrative et électorale | Le 10 février 1790, la municipalité de Malesherbes est rattachée au canton de Malesherbes. Les cantons acquièrent une fonction administrative avec la disparition des districts en 1795. |
| Canton                      | Malesherbes        | 1801-2015 | Administrative et électorale | Sous le Consulat, un redécoupage territorial visant à réduire le nombre de justices de paix ramène le nombre de cantons dans le Loiret de 59 à 31. Malesherbes est alors rattachée par arrêté du 9 vendémiaire an X (30 septembre 1801) au canton de Malesherbes,. |
| Canton                      | Malesherbes        | 2015-     | Électorale                   | La loi du 17 mai 2013 et ses décrets d'application publiés en février et mars 2014 introduisent un nouveau découpage territorial pour les élections départementales. La commune est alors rattachée au nouveau canton de Malesherbes. Depuis cette réforme, plus aucun service de l'État n'exerce sa compétence sur un territoire s'appuyant sur le nouveau découpage cantonal. Le canton a disparu en tant que circonscription administrative de l'État ; il est désormais uniquement une circonscription électorale destinée à l'élection d'un binôme de conseillers départementaux siégeant au conseil départemental. |
| Arrondissement              | Pithiviers         | 1801-1926 | Administrative               | Malesherbes est rattachée à l'arrondissement de Pithiviers par arrêté du 9 vendémiaire an X (30 septembre 1801),. |
| Arrondissement              | Orléans            | 1926-1942 | Administrative               | Sous la Troisième République, en raison d'un endettement considérable et de l'effort nécessaire pour la reconstruction post-Première Guerre mondiale, la France traverse une crise financière. Pour réduire les dépenses de l’État, Raymond Poincaré fait voter plusieurs décrets-lois réformant en profondeur l’administration française : 106 arrondissements sont ainsi supprimés, dont ceux de Gien et de Pithiviers dans le Loiret par décret du 10 septembre 1926. Malesherbes est ainsi transférée de l'arrondissement de Pithiviers à celui d'Orléans,.                                                          |
| Arrondissement              | Pithiviers         | 1942-     | Administrative               | La loi du 1er juin 1942 rétablit l'arrondissement de Pithiviers. Malesherbes est alors à nouveau rattachée à l'arrondissement de Pithiviers. |
| Circonscription législative | 5e circonscription | 2010-     | Électorale                   | Lors du découpage législatif de 1986, le nombre de circonscriptions législatives passe dans le Loiret de 4 à 5. Un nouveau redécoupage intervient en 2010 avec la loi du 23 février 2010. En attribuant un siège de député « par tranche » de 125 000 habitants, le nombre de circonscriptions par département varie désormais de 1 à 21,. Dans le Loiret, le nombre de circonscriptions passe de cinq à six. La réforme n'affecte pas Malesherbes qui reste rattachée à la cinquième circonscription. |

#### Collectivités de rattachement
La commune de Malesherbes est rattachée au département du Loiret et à la région Centre-Val de Loire, à la fois circonscriptions administratives de l'État et collectivités territoriales.

### Politique et administration municipales

#### Conseil municipal et maire
Depuis les élections municipales de 2014, le conseil municipal  de Malesherbes, commune de plus de 1 000 habitants, est élu au scrutin proportionnel de liste à deux tours (sans aucune modification possible de la liste),  pour un mandat de six ans renouvelable. Il est composé de 29 membres. L'exécutif communal est constitué par le maire, élu par le conseil municipal parmi ses membres pour un mandat de six ans, c'est-à-dire pour la durée du mandat du conseil.
En janvier 2016, Malesherbes devient commune déléguée de la commune nouvelle du Malesherbois.

### Instances judiciaires et administratives
Malesherbes relève du tribunal judiciaire d'Orléans, de la cour d'appel d'Orléans, du tribunal pour enfants d'Orléans, du conseil de prud'hommes d'Orléans, du tribunal de commerce d'Orléans, du tribunal administratif d'Orléans et de la cour administrative d'appel de Nantes.
La commune accueille la brigade autonome de la circonscription de gendarmerie, une recette-perception des impôts et un bureau de poste.

### Jumelages
Au 17 octobre 2014, Malesherbes est jumelée avec :
- Bruck in der Oberpfalz (Allemagne) depuis 1995.

## Population et société

### Démographie
L'évolution du nombre d'habitants est connue à travers les recensements de la population effectués dans la commune depuis 1793. À partir du 1er janvier 2009, les populations légales des communes sont publiées annuellement dans le cadre d'un recensement qui repose désormais sur une collecte d'information annuelle, concernant successivement tous les territoires communaux au cours d'une période de cinq ans. 
Pour les communes de moins de 10 000 habitants, une enquête de recensement portant sur toute la population est réalisée tous les cinq ans, les populations légales des années intermédiaires étant quant à elles estimées par interpolation ou extrapolation. Pour la commune, le premier recensement exhaustif entrant dans le cadre du nouveau dispositif a été réalisé en 2005,.
En 2013, la commune comptait 6 140 habitants, en évolution de +1,34 % par rapport à 2008 (Loiret : +2,48 %, France hors Mayotte : +2,49 %).
| 1793 | 1800 | 1806 | 1821  | 1831  | 1836  | 1841  | 1846  | 1851  |
| ---- | ---- | ---- | ----- | ----- | ----- | ----- | ----- | ----- |
| 939  | 945  | 893  | 1 154 | 1 383 | 1 475 | 1 324 | 1 423 | 1 614 |

| 1856  | 1861  | 1866  | 1872  | 1876  | 1881  | 1886  | 1891  | 1896  |
| ----- | ----- | ----- | ----- | ----- | ----- | ----- | ----- | ----- |
| 1 655 | 1 669 | 1 847 | 1 790 | 1 819 | 1 883 | 2 226 | 2 095 | 2 215 |

| 1901  | 1906  | 1911  | 1921  | 1926  | 1931  | 1936  | 1946  | 1954  |
| ----- | ----- | ----- | ----- | ----- | ----- | ----- | ----- | ----- |
| 2 328 | 2 317 | 2 335 | 2 303 | 2 351 | 2 425 | 2 406 | 2 373 | 2 376 |

| 1962  | 1968  | 1975  | 1982  | 1990  | 1999  | 2005  | 2010  | 2013  |
| ----- | ----- | ----- | ----- | ----- | ----- | ----- | ----- | ----- |
| 2 420 | 2 891 | 3 851 | 5 014 | 5 778 | 5 989 | 6 097 | 6 190 | 6 140 |

### Enseignement
La commune est rattachée à l'académie d'Orléans-Tours. Cette académie fait partie de la zone B pour son calendrier de vacances scolaires.

### Santé
Malesherbes accueille un centre d'incendie et secours.
L'hôpital le plus proche est le centre hospitalier de Pithiviers.

### Cultes
La paroisse catholique Saint-Martin fait partie du groupement de paroisses de Malesherbes dans le doyenné de la Beauce-Pithiviers (diocèse d'Orléans).

## Économie

### Revenus de la population et fiscalité
En 2011, le revenu fiscal médian par ménage était de 28 038 €, ce qui plaçait Malesherbes au 19 509e rang parmi les 31 886 communes de plus de 49 ménages en métropole.
En 2009, 45,1 % des foyers fiscaux n'étaient pas imposables.

### Emploi
En 2009, la population âgée de 15 à 64 ans s'élevait à 3 969 personnes, parmi lesquelles on comptait 75,6 % d'actifs dont 64,6 % ayant un emploi et 11 % de chômeurs.
On comptait 3 160 emplois dans la zone d'emploi, contre 3 561 en 1999. Le nombre d'actifs ayant un emploi résidant dans la zone d'emploi étant de 2 574, l'indicateur de concentration d'emploi est de 61,5 %, ce qui signifie que la zone d'emploi offre un peu plus d'un emploi pour deux habitants actifs.

### Entreprises et commerces
Au 31 décembre 2010, Malesherbes comptait 405 établissements : 7 dans l’agriculture-sylviculture-pêche, 35 dans l'industrie, 32 dans la construction, 272 dans le commerce-transports-services divers et 59 étaient relatifs au secteur administratif.
En 2011, 38 entreprises ont été créées à Malesherbes, dont 18 par des autoentrepreneurs.
Malesherbes accueille plusieurs entreprises liées à l'édition ; parmi elles, on peut citer Maury (imprimerie ; 1 500 employés), Brun (reliure, façonnage) ou Interforum (distribution ; groupe Editis).

## Culture locale et patrimoine

### Lieux et monuments

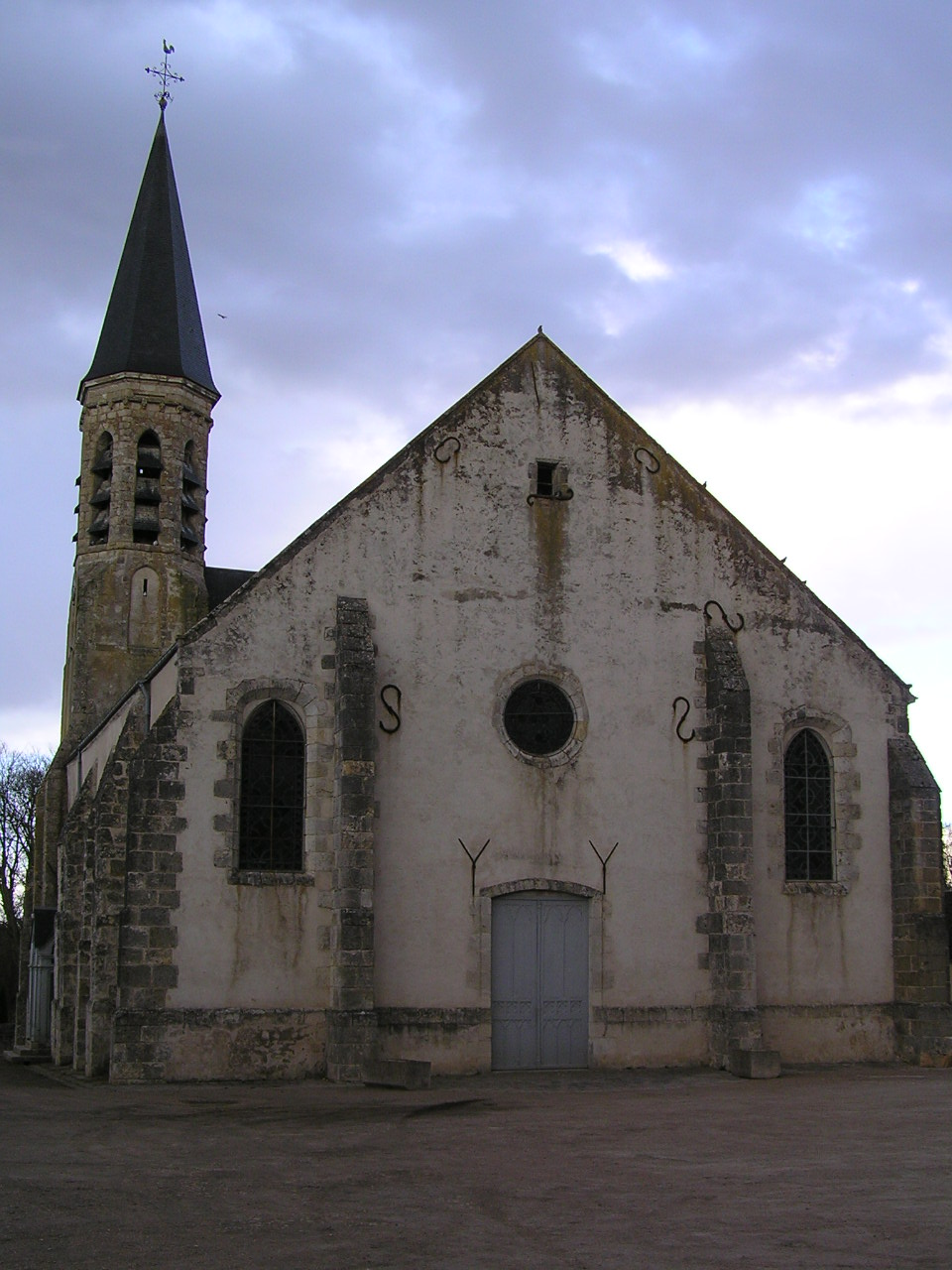
Église Saint-Martin.

#### Château de Malesherbes
Le château forme un quadrilatère avec des tours d'angle datant de la fin du XVe siècle. Il possède en annexe, un grand bâtiment des greniers du XIVe siècle ainsi que l'un des plus grands pigeonniers de France. De nombreux rois de France y séjournèrent, dont Henri IV, Charles V et Louis XIV. Le château, domaine privé, fait l'objet d’un classement au titre des monuments historiques depuis le 6 mai 1965. Le parc n'est plus accessible depuis son acquisition en 2007.

#### Château de Rouville
Ce château privé, du XVe siècle, a été construit par Hector de Boissy. À partir de 1863, Ernest et Alphonse Gabriel d'Aboville ont fait restaurer le château par l'architecte Auguste-Joseph Magne, dans un style néo-Renaissance. Le château de Rouville fait l’objet d’un classement au titre des monuments historiques depuis le 30 août 2001.

#### Dolmen de Mailleton
Ce dolmen fait l'objet d'un classement au titre des monuments historiques depuis le 11 septembre 1979.

#### Église Saint-Martin
L'église paroissiale possède une mise au tombeau du XVIe siècle classé MH depuis le 20 octobre 1906. Cette église fait l'objet d'un classement au titre des monuments historiques depuis le 12 juin 1926.

La Mise au tombeau, commandée en 1495 par Louis Malet de Graville pour la chapelle de son château de Malesherbes, a été sculpté par Adrien Wincart sur un dessin de Nicolas dit Colin d'Amiens. En 1720, elle fut déplacée au couvent des Cordeliers (créé par l'amiral en 1494).

### Héraldique
| Blason de Malesherbes | Les armes de Malesherbes se blasonnent ainsi : De gueules à une tour d'argent posée sur un buisson de sinople, au chef cousu d'azur chargé d'une étoile d'or. |

### Personnalités liées à la commune

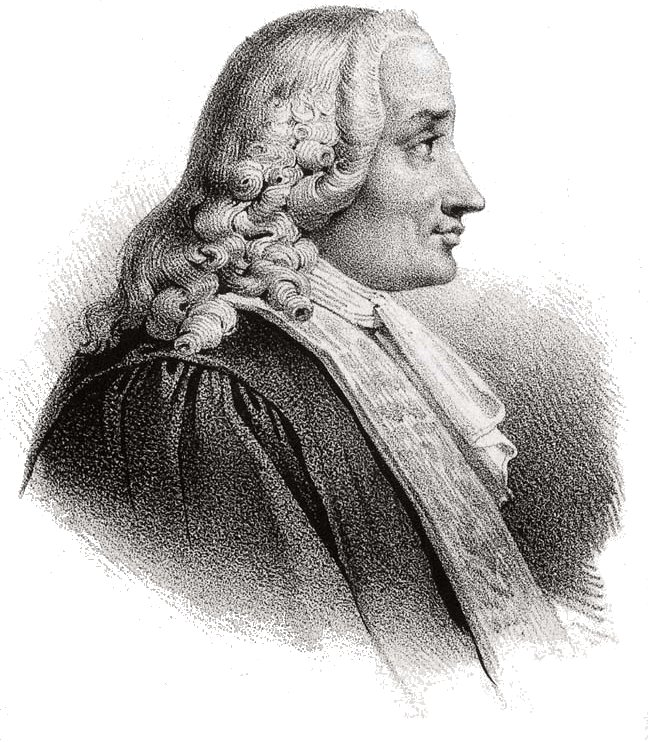
Chrétien Guillaume de Lamoignon de Malesherbes.

- Chrétien Guillaume de Lamoignon de Malesherbes (1721-1794), magistrat, avocat et homme d’État français, a habité au château de Malesherbes.
- François-Louis Hutteau, homme politique né le 6 octobre 1729 à Malesherbes (Loiret) et décédé le 26 juin 1807 au même lieu.
- Hilaire Étienne Lelièvre (1800-1851), officier. Une rue de la commune porte son nom.
- Eugène-Louis Hauvette-Besnault (1820-1888), indianiste est né et est enterré dans la commune.
- Jean Billard (1893-1968), chirurgien, est né dans la commune.
- Robert Cornevin (1919-1988), administrateur colonial et africaniste, est né à Malesherbes.
- Charles de Testa (1920-1986), résistant, Compagnon de la Libération.
- Jean Perrot (1925-2011), linguiste, est né à Malesherbes.
- Jacques Pilhan (1944-1998), publicitaire et conseiller en communication politique a possédé une résidence secondaire à Trézan[78].
- Dominique Lacout (1949-), philosophe et écrivain, a habité dans la commune de 2000 à 2009.